# Alfred Wittenberg

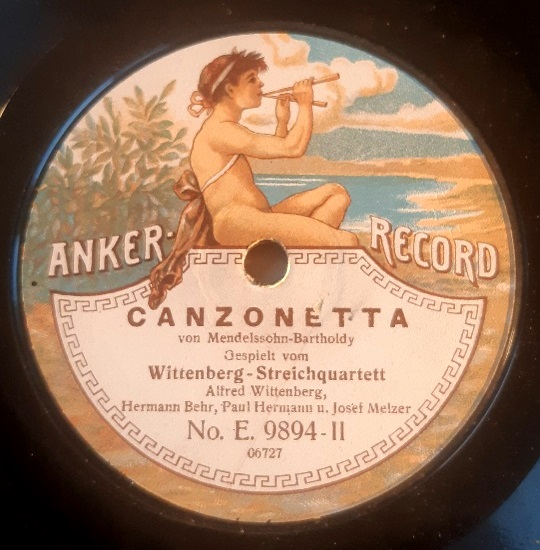
Schallplatte vom Wittenberg-Quartett (Berlin 1913)

Alfred Wittenberg (* 14. Januar 1880 in Breslau; † 18. Juli 1952 in Shanghai) war ein deutscher Violinist, Pianist und Hochschullehrer.

## Leben
Alfred Wittenberg wurde in eine jüdische Familie geboren. Seine Eltern waren der Kaufmann Seelig Wittenberg und seine Frau Fanni, geb. Rohland Als Wunderkind trat der Zehnjährige in einem Konzert mit einem Violinkonzert von Mendelssohn und einem Klavierkonzert von Chopin auf. Er studierte von 1896 bis 1899 Violine an der Hochschule für Musik in Berlin bei Heinrich Jacobsen und Joseph Joachim. 1901 erhielt er den Felix-Mendelssohn-Bartholdy-Preis (mit einem Stipendium) für Geige. Er spielte in der Staatskapelle Berlin der Staatsoper Unter den Linden in Berlin.
Von September 1905 bis August 1908 war er Lehrer für Violine am Stern’schen Konservatorium.
Als Violinist war Wittenberg Mitglied von Klaviertrios u. a. ab 1902 mit Anton Hekking und Artur Schnabel (später Clarence Adler) und von 1918 bis 1929 – zusammen mit Heinrich Grünfeld und Moritz Mayer-Mahr – Mitglied der Berliner Trio-Vereinigung. 
1921 lernte John Fernström bei ihm.
Nach Hitlers Machtergreifung lebte Wittenberg weiterhin in Berlin, war aber in Dresden tätig, wo der Kulturbund Deutscher Juden zahlreiche Musikaktivitäten organisierte. Wittenberg gründete dort 1933 mit dem Pianisten Walter Goldmann (* 1903 Dresden; † 1973, Indianapolis) und dem Cellisten Paul Blumenfeld das „Wittenberg-Trio“.
Im Januar 1939 gelang es Wittenberg, mit seiner Frau Paula (* 1895, Bromberg) und seiner Schwiegermutter Eva Fuss nach Shanghai zu emigrieren. Er bekam Gelegenheit, mit zwei jüdischen Musikern einen Musikabend zu veranstalten, durch den er bekannt wurde und Schüler bekam. 1941 vor dem Ausbruch des Pazifikkrieges bot ihm ein Schüler ein Leben in den USA mit guten Arbeitsmöglichkeiten, Haus und Auto an, aber Wittenberg wollte in Shanghai bleiben. Nach der Besetzung Shanghais durch die Japaner musste er mit seiner Familie in eine sehr beschränkte Unterkunft in der Isolationszone für Juden umziehen. Nach dem Kriege lehrte er an der Shanghai-Filiale des Zentralen Musikkonservatoriums (Peking).
Wittenberg erlag einem Herzinfarkt, nachdem er beim Violinspiel zusammengebrochen war.
Der Regisseur Chen Yifei stellte die jüdische Kolonie in Shanghai und besonders Alfred Wittenberg in seinem Dokumentarfilm Escape to Shanghai (1999) dar, in dem weitere Hauptpersonen Wittenbergs Schüler, der Pianist Ming-Qiang Li und der österreichische Geiger Heinz Grünberg, waren.